# Carlos Jurado
Carlos Jurado (* 3. November 1927 in Mexiko-Stadt; † 30. November 2019) war ein mexikanischer Künstler.

## Biografie
Er studierte in Mexiko-Stadt an der Escuela Nacional de Pintura, Escultura y Grabado „La Esmeralda“ bei María Izquierdo. Von 1955 bis 1960 war er Mitglied der Taller de Gráfica Popular (Werkstatt der Volksgraphiker, TGP). 1957 fand erstmals eine Einzelausstellung seiner Werke in Chiapas statt. Während der kubanischen Revolution arbeitete Jurado in Kuba. In Guatemala wurde er infolge seines revolutionären Engagements zum Tode verurteilt, jedoch auf Bitten seiner Frau Chichai Jurado hin begnadigt. An der Universität von Veracruz in Xalapa wurde er Direktor der Kunsthochschule. Hier gründete er die Kunstzeitschrift Zeta.